# 朴根惠
朴根惠（：／ Park Keun Hye，1997年7月9日—），韓国女子羽毛球運動員。

## 簡歷
2014年4月，朴根惠代表韩國隊出戰马来西亚亚罗士打舉行的世界青年羽毛球錦標賽，在率先進行的混合团体赛中，韩國队以3比0击败香港队，获得第五名；而在雙打賽事中，朴根惠与朴炅熏則在準決賽以0比2（13-21、13-21）不敌印尼的穆罕默德·里安·阿利安托/罗西尔塔·伊卡·普特里·萨里，最後赢得铜牌。

## 主要比賽成績
只列出曾進入準決賽的國際賽事成績：
| 年份   | 賽事                 | 公開賽級別 | 項目     | 搭檔   | 成績 |
| ------ | -------------------- | ---------- | -------- | ------ | ---- |
| 2014年 | 世界青年羽毛球錦標賽 | 其他       | 混合雙打 | 朴炅熏 | 季軍 |
| 2015年 | 亞洲青年羽毛球錦標賽 | 其他       | 混合團體 | －     | 亞軍 |
| 2015年 | 亞洲青年羽毛球錦標賽 | 其他       | 女子雙打 | 金慧貞 | 季軍 |

| 2007-2017年 | 首要超級賽 | 超級賽 | 黃金大獎賽 | 大獎賽 | 國際挑戰賽 | 國際系列賽 | 未來系列賽 | 其他 |

| 2018-2026年 | 總決賽 | 超級1000賽 | 超級750賽 | 超級500賽 | 超級300賽 | 超級100賽 | 國際挑戰賽 | 國際系列賽 | 未來系列賽 | 其他 |